# تیم میکلسون
تیم میکلسون (انگلیسی: Tim Mikkelson؛ زادهٔ ۱۳ اوت ۱۹۸۶) بازیکن راگبی ۷ نفره اهل نیوزیلند است.
وی در مسابقات کشوری و بین‌المللی در مجموع برندهٔ ۴ مدال طلا، ۲ مدال نقره شده‌است.